# Алено сърце
„Алено сърце“ (на корейски: 달의 연인 - 보보경심 려, Darui Yeonin - Bobogyeongsim Ryeo; на английски: Moon Lovers: Scarlet Heart Ryeo) е южнокорейски сериал, излъчван по SBS от 29 август до 1 ноември 2016 г.
Поредицата е базирана на китайския роман Bu Bu Jing Xin.

## Сюжет
Внимание:  Текстът по-долу разкрива сюжета на произведението (или части от него)!
По време на пълно слънчево затъмнение, 25-годишна жена от 21 век, Ко Ха Джин, е транспортирана назад във времето до династията Корьо. Тя се събужда през 941 г. в тялото на Хе Су, сред многото кралски принцове от управляващата фамилия Уанг по време на управлението на крал Теджо. Първоначално тя се влюбва в нежния и сърдечен 8-и принц Уанг Ук, а по-късно и в Уанг Со, страховития 4-ти принц, който крие лицето си зад маска и му се приписва унизителния етикет „куче вълк“. С развитието на историята Хе Су се оказва неволно уловена в дворцовата политика и съперничеството между принцовете, докато те се борят за трона.

## Актьори
- И Джун Ги – 4-ти принц Уанг Со
- И Джи-ън – Го Ха Джин / Хе Су
- Канг Ха Нъл – 8-и принц Уанг Ук
- Ким Сан Хо – Уанг Му, най-големият принц
- Хонг Джонг Хьон – 3-и принц Уанг Йо
- Юн Сун У – 9-и принц Уанг Уон
- Бекхьон – 10-и принц Уанг Ън
- Нам Джу Хьок – 13-и принц Уанг Пек А
- Джи Су – 14-и принц Уанг Чонг
- Кан Ха-на – принцеса Йон Хуа
- Чо Мин Ки – крал Теджо, основателят на династия Корьо
- Пак Джи Йонг – Кралица Ю
- Джънг Кюнг-сун – кралица Хуанбо
- Сохьон – Уу-хи, принцеса на Пекче

## В България
В България сериалът започва на 13 юли 2021 г. по bTV Lady и завършва на 9 август. На 28 юни 2022 г. започва повторно излъчване и завършва на 25 юли.